# Smolarnia (powiat szamotulski)
Smolarnia – osada leśna (leśniczówka) w Polsce położona w województwie wielkopolskim, w powiecie szamotulskim, w gminie Wronki.
W latach 1975–1998 miejscowość należała administracyjnie do województwa pilskiego.